# لا گلوریا، شهرستان استار، تگزاس
لا گلوریا (به انگلیسی: La Gloria) یک منطقهٔ مسکونی در ایالات متحده آمریکا است که در شهرستان استار، تگزاس واقع شده‌است.